# 阿雷塔岩
82°6′S 41°5′W / 82.100°S 41.083°W
阿雷塔岩（英語：Areta Rock）是南極洲的岩石，位於伊利沙伯女皇地，處於斯潘山東南面6公里，屬於彭薩科拉山脈中阿根廷山脈的一部分，美國地質調查局根據測量和美國海軍拍攝的空中照片繪入地圖，現時由南極條約體系管理。